# Harold Lovre
Harold Orrin Lovre, född 30 januari 1904 i Toronto i South Dakota, död 17 januari 1972 i Silver Spring i Maryland, var en amerikansk politiker (republikan). Han var ledamot av USA:s representanthus 1949–1957.
Lovre efterträdde 1949 Karl Earl Mundt som representanthusledamot och efterträddes 1957 av George McGovern.